# مزار خواجه عبدالرزاق
مزار خواجه عبدالرزاق مربوط به دوران‌های تاریخی پس از اسلام است و در شهرستان چناران، ۳۵۰ متری شمال‌شرقی روستای گاه واقع شده و این اثر در سال ۱۴۰۰ خورشیدی با شمارهٔ ثبت ۳۳۳۷۶ به‌عنوان یکی از آثار ملی ایران به ثبت رسیده است.